# Swedish Air Element
Swedish Air Element benämns den enhet från Skaraborgs flygflottilj som grupperar på Camp Marmal utanför Mazar-i Sharif i Afghanistan inom ramen för ISAF. Förbandets uppgift är att transportera personal och gods inom Afghanistan för ISAF:s räkning. 
Swedish Air Elements gruppering inom Camp Marmal kallas Camp Gustaf. Styrkan omfattar ca 30–40 personer. Ingående flygplanstyp är Lockheed C-130 Hercules (Tp 84) som flögs av 71. Transportflygdivisionen.

## Insatser
SAE01 benämndes insatsen som genomfördes under maj till september 2009.
SAE02 benämndes insatsen som inleddes i maj 2010 och pågick till september 2010.
I och med den tredje rotationen till Afghanistan byttes namnet från SAE med löpande numrering till SAE C-130 i likhet med namngivningen för SAE Isaf MEDEVAC.

SAE C-130 benämns således den insats som påbörjades i maj 2012 och planeras pågå till september 2012.[uppföljning saknas]